# Fokker D.XI
Die Fokker D.XI war ein einsitziges Jagdflugzeug des niederländischen Flugzeugherstellers Fokker.

## Geschichte
Die Fokker D.XI war eine Konstruktion von Reinhold Platz. Da die Niederlande aus finanziellen Gründen nicht in der Lage waren, das Flugzeug zu beschaffen, baute Fokker die Maschine für den Export. Der wichtigste Abnehmer war die UdSSR, die den Typ bis 1929 bei ihren Fronteinheiten flog. Andere Kunden waren Rumänien, Spanien, Argentinien sowie die USA, die sie mit 440 PS (328 kW) starken Curtiss D-12 Zwölfzylinder-V-Motoren als PW-7 betrieben. Außerdem erhielt die Schweiz zwei Exemplare zur Erprobung.

## Konstruktion
Die Fokker D.XI war als Anderthalbdecker ausgelegt. Dabei war die untere Tragfläche sehr viel kleiner als die obere. Sie hatte einstielige V-Flügelverstrebungen. Die Tragflächen waren an der Vorderkante gestaffelt. Mit Ausnahme der von den USA betriebenen Ausführung hatten alle einen Hispano-Suiza Motor mit zwei Kühlern an den Bugseiten.

## Militärische Nutzer
- Argentinien
- Rumänien
- Schweiz
- Spanien
- Sowjetunion
- Vereinigte Staaten

## Technische Daten

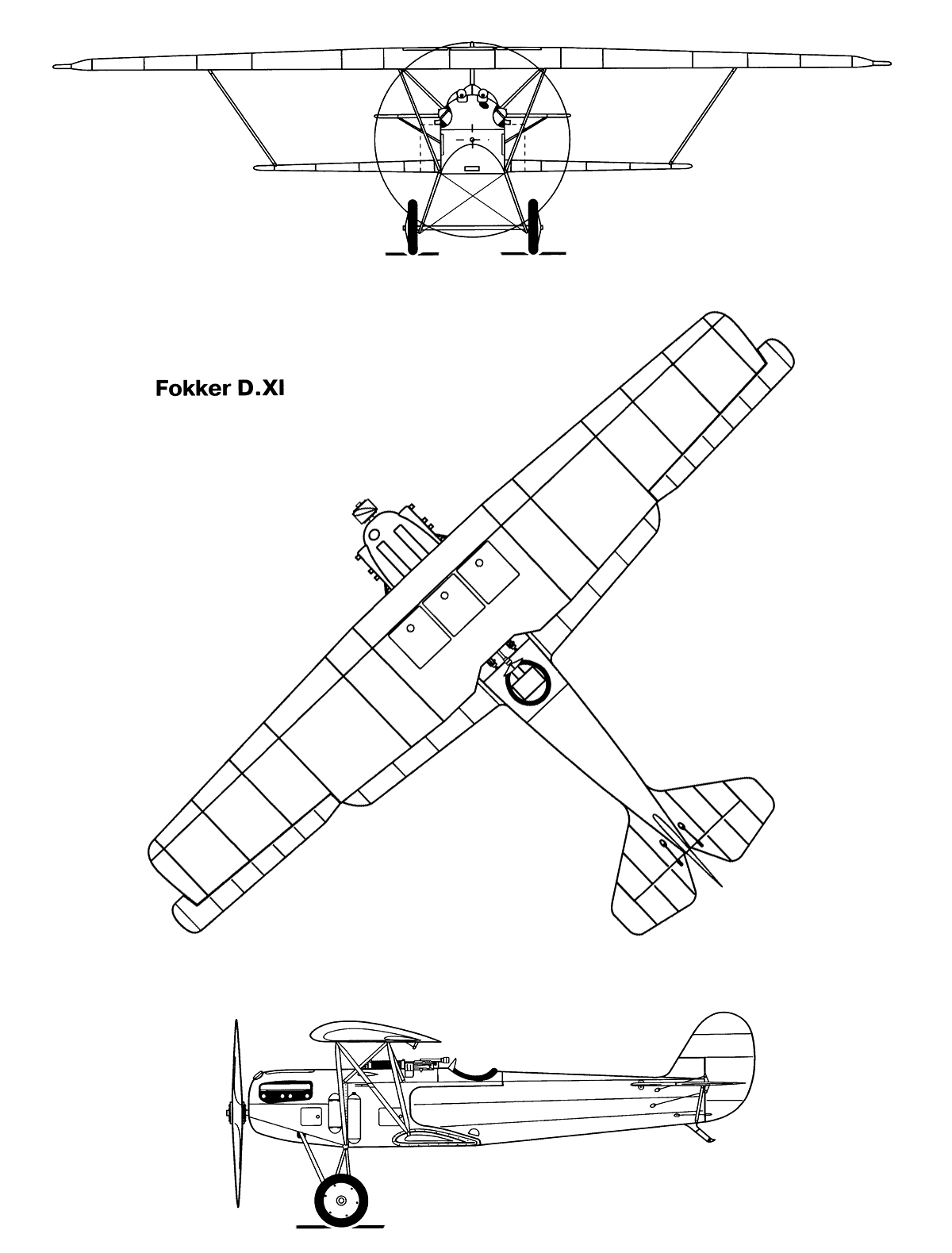
Dreiseitenansicht

| Kenngröße             | Daten                                                            |
| --------------------- | ---------------------------------------------------------------- |
| Besatzung             | 1                                                                |
| Länge                 | 7,50 m                                                           |
| Spannweite            | 11,67 m                                                          |
| Höhe                  | 3,20 m                                                           |
| Flügelfläche          | 21,80 m²                                                         |
| Flügelstreckung       | 6,2                                                              |
| Leermasse             | 865 kg                                                           |
| Startmasse            | 1250 kg                                                          |
| Höchstgeschwindigkeit | 225 km/h                                                         |
| Dienstgipfelhöhe      | 7000 m                                                           |
| Reichweite            | 440 km                                                           |
| Bewaffnung            | zwei starre, vorwärtsfeuernde 7,7-mm-Maschinengewehre            |
| Triebwerk             | ein 8-Zylinder-V-Motor Hispano-Suiza 8Fb mit 224 kW (ca. 300 PS) |